# Nikola Hristić
Nikola Hristić (cyr. Никола Христић; ur. 10 sierpnia 1818 w Sremskiej Mitrovicy, zm. 26 listopada 1911 w Belgradzie) – serbski polityk i prawnik, czterokrotny premier Królestwa Serbii (1867-1868, 1883-1884, 1888-1889, 1894-1895), minister spraw zagranicznych Serbii (1888-1889, 1894-1895), minister spraw wewnętrznych Serbii (1860–1868).

## Życiorys
Kształcił się w szkole w rodzinnej Sremskiej Mitrovicy. W 1840 przyjechał do Belgradu i podjął pracę urzędnika w Sądzie Okręgowym. Awansując w hierarchii urzędniczej, dzięki protekcji Iliji Garašanina w 1847 został prezesem Sądu Okręgowego w Požarevacu, a w 1852 szefem policji w Belgradzie. W 1856 objął funkcję komendanta żandarmerii serbskiej i zajął się zwalczaniem spisku przeciwko księciu Miloszowi.

## Kariera polityczna
W 1860 objął stanowisko ministra spraw wewnętrznych w rządzie Filipa Hrsticia. Dwa lata później zeznawał w sądzie jako światek strzelaniny serbskich żandarmów z oddziałem tureckim, stacjonującym w Belgradzie. Incydent w pobliżu fontanny Čukur rozpoczął się od zastrzelenia przez żołnierza tureckiego małego chłopca, a zakończył zbombardowaniem Belgradu przez artylerię turecką z Kalemegdanu. W grudniu 1867 stanął na czele rządu jako przedstawiciel Partii Konserwatywnej i przejął odpowiedzialność za śledztwo w sprawie zamachu na księcia Michajło, by następnie doprowadzić do schwytania i osądzenia zamachowców. Zorganizowana przez Hristicia policja wykazywała się skutecznością w zakresie zwalczania niepokojów społecznych i przemytu, prowadziła także inwigilację opozycji.
Po objęciu tronu przez Milana I, Hristić usunął się w cień, ale został ponownie przywrócony na stanowisko premiera i ministra spraw wewnętrznych w czasie rebelii timockiej. Po stłumieniu zamieszek, nowy rząd utworzył Milutin Garašanin, a Hristić objął stanowisko wiceprzewodniczącego Rady Państwa. W kwietniu 1888 po raz kolejny objął stanowisko premiera, które sprawował przez okres 9 miesięcy. Ostatni, czwarty raz stanął na czele rządu w roku 1894. Rok później został zdymisjonowany i powrócił do działalności w Radzie Państwa. W 1901 zrezygnował z aktywności politycznej. Zmarł w Belgradzie w roku 1911.

## Życie prywatne
Był żonaty (żona Juliana z d. Hadži-Jovanović), miał dwoje dzieci (Kosta i Poleksija).